# Джордж Салінг
Джордж Салінг (англ. George Saling; нар. 27 липня 1909 — пом. 15 квітня 1933) — американський легкоатлет, який спеціалізувався в бігу з бар'єрами.

## Із життєпису
Олімпійський чемпіон з бігу на 110 метрів з бар'єрами (1932).
Ексрекордсмен світу з бігу на 110 метрів з бар'єрами.
Чемпіон США з бігу на 220 ярдів з бар'єрами (1932).
Трагічно загинув внаслідок дорожньо-транспортної пригоди через кілька місяців після олімпійської перемоги у Лос-Анджелесі.

## Основні міжнародні виступи
| Рік  | Змагання         | Місто        | Місце | Дисципліна |
| ---- | ---------------- | ------------ | ----- | ---------- |
| 1932 | Олімпійські ігри | Лос-Анджелес | 1     | 110 м з/б  |